# Mengersdorf (Adelsgeschlecht)

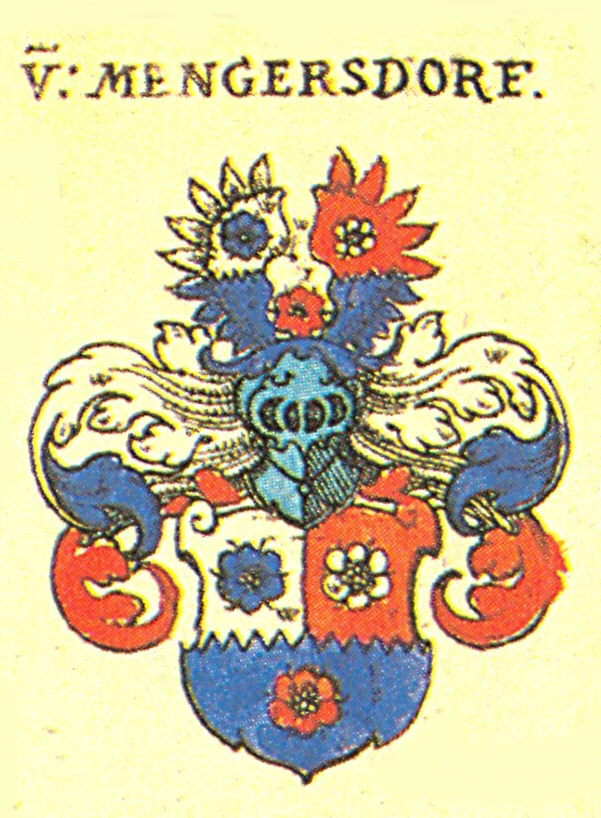
Wappen der Familie von Mengersdorf nach Siebmachers Wappenbuch

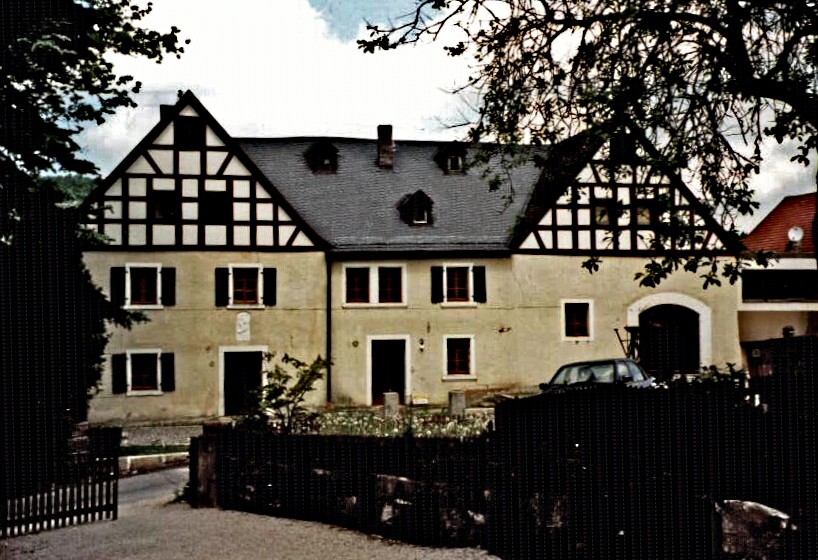
Heutige Ansicht des ehemaligen Rittersitzes Mengersdorf

Die Familie von Mengersdorf ist ein altes fränkisches Adelsgeschlecht.

## Geschichte

### Ursprung
Die Familie von Mengersdorf nahm ihren Ausgangspunkt im namensgebenden Ort Mengersdorf. Mengersdorf gehört heute zur Gemeinde Mistelgau im Landkreis Bayreuth in Oberfranken. Die Familie ist seit 1383 mit Otto von Mengersdorf urkundlich nachweisbar. Das Rittergut wurde im Bauernkrieg 1525 niedergebrannt und im Zweiten Markgrafenkrieg (1552–54) offenbar nochmals zerstört. Mit dem Aussterben des Geschlechts 1601 wurde das Gut an die Familie von Aufseß verkauft. Die von Aufseß sitzen schon längere Zeit auf dem benachbarten Schloss Truppach.
Das Rittergut Mengersdorf ist noch in verbauten Resten erkennbar. Das heutige Anwesen besteht aus zwei Giebelhäusern, die durch ein Querhaus verbunden sind.

### Verbreitung
Otto von Mengersdorf verteidigte im Bauernkrieg 1525 als bischöflicher Amtmann die Burg Leienfels, die schwer beschädigt wurde.
Neben dem Stammsitz Mengersdorf sind die Mengersdorfer nachweislich auf Herrschaft und Burg Wadendorf (1590–1601).
Die Familie von Mengersdorf zählte zur Reichsritterschaft und war im Ritterkanton Gebürg organisiert.

## Wappen

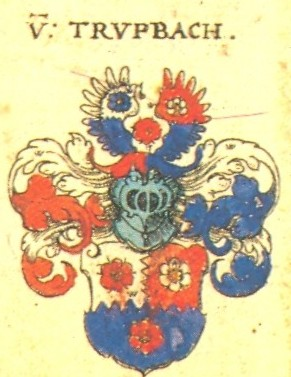
Zum Vergleich: Das Wappen der Familie von Truppach bei Siebmacher

Bei Siebmacher ist der Schild durch Zahnschnitt geteilt, oben gespalten; vorne in Silber eine blaue Rose, hinten in Rot eine silberne Rose; unten in Blau eine rote Rose. Der Flug wiederholt die Farben im Wechsel, wobei zwei Rosen im oberen Teil des Fluges und eine Rose zwischen den Flügelschwingen sitzen.
Das Wappen der unmittelbar benachbarten Familie von Truppach ist weitgehend mit dem Wappen der Mengersdorfer identisch – dies deutet üblicherweise auf eine gemeinsame Abstammung beider Familien hin. Die Ortschaft Truppach gehört heute ebenfalls zur Gemeinde Mistelgau.

## Persönlichkeiten
- Heinrich II. von Mengersdorf († 1545), Abt von Kloster Theres (1532–1545)
- Ernst von Mengersdorf (bis 1591), Fürstbischof von Bamberg (1583–1591)